# John Hersey
John Richard Hersey (Tianjin, 17 de junio de 1914-Cayo Hueso (Florida), 24 de marzo de 1993) fue un escritor y periodista estadounidense ganador del Premio Pulitzer, considerado uno de los primeros practicantes del llamado nuevo periodismo, en el cual las técnicas narrativas de ficción son adaptadas a un reportaje de no-ficción. Su libro Hiroshima, reporte de las secuelas de la bomba atómica arrojada sobre Hiroshima, Japón, fue considerado como el mejor artículo del periodismo estadounidense del siglo XX por un panel de 36 miembros asociados con el departamento de periodismo de la Universidad de Nueva York.

## Primeros años
Nacido en Tianjin, China, siendo sus padres Roscoe y Grace Baird Hersey (misioneros protestantes para la Asociación Cristiana de Jóvenes en Japón), John Hersey aprendió a hablar chino antes de que supiera hablar inglés (la novela de Hersey de 1985, The Call, está basada en las vidas de sus padres y varios otros misioneros de su generación). John Hersey fue un descendiente de William Hersey (o Hercy, como se escribía el apellido en Reading, Berkshire, Inglaterra, el lugar de nacimiento de William Hersey). William Hersey fue uno de los primeros colonos de Hingham, Massachusetts durante 1635.
Hersey regresó a los Estados Unidos con su familia cuando tenía diez años. Asistió a la escuela pública en Briarcliff Manor, Nueva York, incluyendo la Briarcliff High School por dos años. En Briarcliff, se volvió el primer Eagle Scout de su tropa en los Boy Scouts de América. Luego asistió a la Hotchkiss School, seguido por la Universidad de Yale, donde fue miembro de Skull & Bones.: 127  Hersey fue premiado en fútbol americano en Yale, fue dirigido por Ducky Pond, Greasy Neale y Gerald Ford, y fue compañero de equipo de dos ganadores del Trofeo Heisman de Yale, Larry Kelley y Clint Frank. Posteriormente fue un estudiante graduado de la Universidad de Cambridge como un Mellon Fellow. Después de su etapa en Cambridge, Hersey obtuvo un trabajo de verano como un secretario privado y conductor del escritor Sinclair Lewis durante 1937, pero se fastidió de sus labores, y ese otoño comenzó su trabajo para la revista Time, por la cual fue contratado después de escribir un ensayo sobre la deprimente calidad de la revista. Dos años después fue transferido a la división de Time en Chongqing.
Durante la Segunda Guerra Mundial, el corresponsal semanal Hersey cubrió la batalla en Europa así como en Asia, y escribió artículos tanto para la revista Time como para Life. Él acompañó a las tropas aliadas hacia su invasión de Sicilia, sobrevivió a cuatro choques de aeroplanos, y fue recomendado por el Secretario de la Armada de los Estados Unidos por su papel al ayudar a evacuar a soldados heridos desde Guadalcanal.
Después de la guerra, durante el invierno de 1945–46, Hersey estuvo en Japón, reportando para The New Yorker sobre la reconstrucción del devastado país, cuando encontró un documento escrito por un misionero jesuita que había sobrevivido al lanzamiento de la bomba atómica en Hiroshima. El periodista visitó al misionero, quien le presentó a otros sobrevivientes.

## Reportando desde Hiroshima

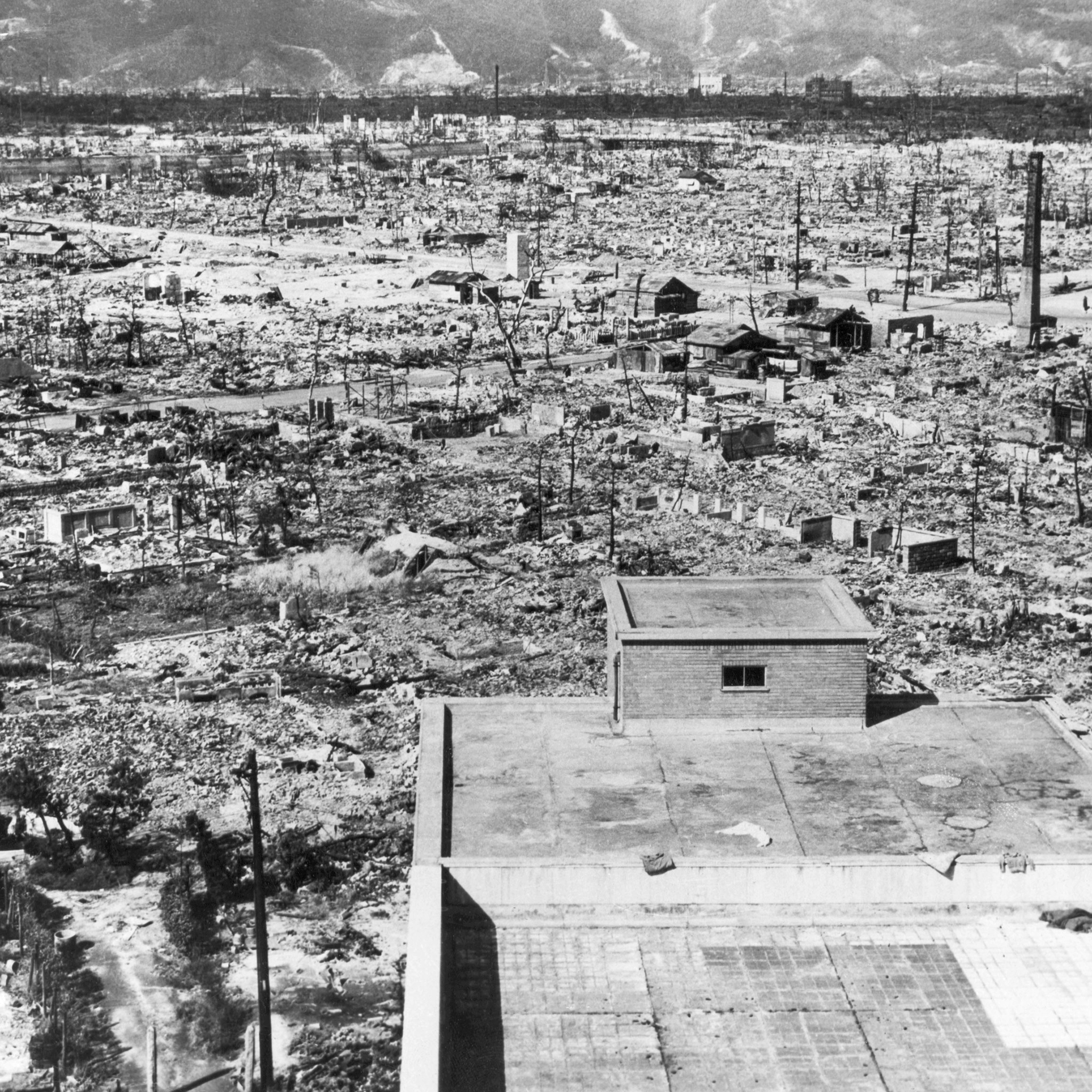
Hiroshima en ruinas, octubre de 1945, dos meses después de la explosión de la bomba atómica.

Poco después John Hersey comenzó sus charlas con William Shawn, un editor de The New Yorker, sobre un largo artículo acerca del bombardeo del verano anterior. Hersey propuso una historia que expresaría la narrativa cataclísmica a través de algunos sobrevivientes. El mes de mayo siguiente, en 1946, Hersey viajó a Japón, donde pasó tres semanas haciendo investigación y entrevistando a los sobrevivientes. Regresó a Estados Unidos durante el final de junio y comenzó a escribir acerca de seis sobrevivientes de Hiroshima: un sacerdote alemán jesuita, una costurera enviudada, dos doctores, un ministro, y una mujer joven que trabajaba en una fábrica.
El resultado fue su trabajo más notable, el artículo de 31 000 palabras Hiroshima, el cual fue publicado en la edición del 31 de agosto de 1946 de The New Yorker. La historia trató sobre la bomba atómica lanzada en esa ciudad japonesa el 6 de agosto de 1945, y sus efectos en los seis ciudadanos japoneses. El artículo ocupó casi toda la edición entera de la revista –algo que The New Yorker no había hecho antes, ni lo ha hecho desde entonces.

## Libros posteriores y trabajo de maestro de universidad

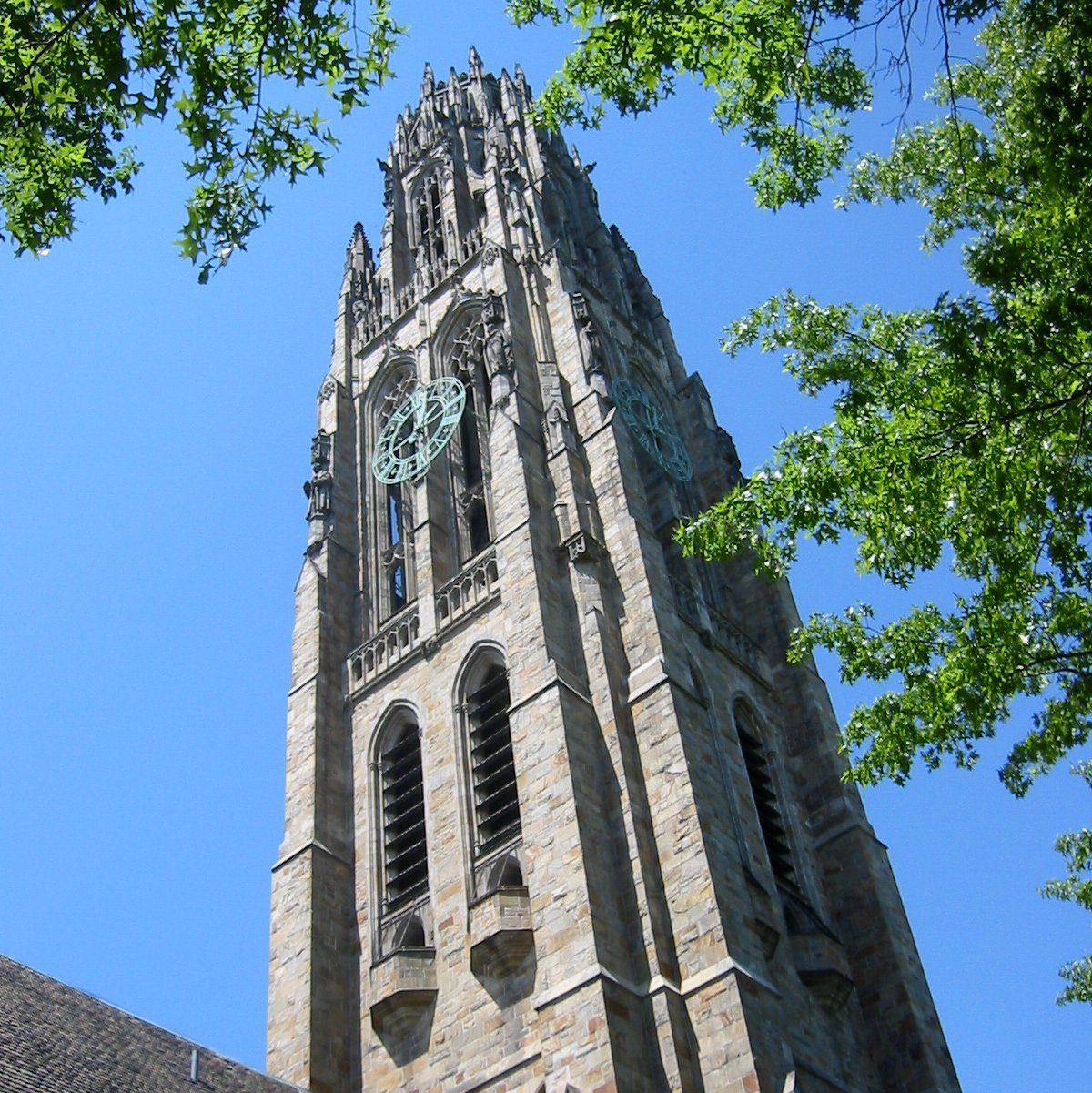
Harkness Tower, Universidad Yale.

El mismo Hersey ocasionalmente condenaba el nuevo periodismo, el cual en muchas formas él había ayudado a crear. Él probablemente habría estado en desacuerdo con una descripción de su artículo sobre los efectos de la bomba atómica como nuevo periodismo. Más tarde el ascético Hersey había llegado a sentir que algunos elementos del nuevo periodismo de los años 1970 no eran suficientemente rigurosos sobre los hechos y la presentación de los informes. Después de la publicación de Hiroshima, Hersey notó que "los importantes 'flashes' y 'boletines' eran olvidados hacia la hora en que el artículo de la mañana de ayer era usado para forrar el bote de basura. Las cosas que recordamos son emociones e impresiones e ilusiones e imágenes y personajes: los elementos de la ficción".
Poco tiempo después de escribir Hiroshima, Hersey publicó su novela Of Men and War, un recuento de historias de guerra vistas a través de los ojos de soldados en vez de los de un corresponsal de guerra. Una de las historias en la novela de Hersey fue inspirada por el presidente John F. Kennedy y el PT-109. Poco después el ex-corresponsal de guerra comenzó a publicar mayormente ficción. Durante 1950 la novela de Hersey The Wall fue publicada, un recuento presentado como un diario redescubierto que registra el génesis y la destrucción del Gueto de Varsovia, el mayor de los guetos judíos establecidos por la Alemania nazi durante el Holocausto. El libro ganó el National Jewish Book Award durante el segundo año de la existencia del premio; también recibió el Sidney Hillman Foundation Journalism Award.
Su artículo sobre la monotonía de los lectores de la grammar school en una edición de 1954 de la revista Life, Why Do Students Bog Down on First R? A Local Committee Sheds Light on a National Problem: Reading fue la inspiración para la historia juvenil del Dr. Seuss El gato en el sombrero. Críticas posteriores al sistema escolar vinieron con The Child Buyer (1960), una novela de ficción especulativa. Hersey escribió también The Algiers Motel Incident, sobre un tiroteo con motivos raciales hechos por la policía durante los disturbios de Detroit de 1967 en Detroit, Michigan, durante 1968. La novela de Hersey A Bell for Adano, sobre la ocupación aliada de Sicilia durante la Segunda Guerra Mundial, ganó el Premio Pulitzer en ficción en 1945, y fue adaptada en la película de 1945 A Bell for Adano dirigida por Henry King, en la que actuaron John Hodiak y Gene Tierney. Su novela corta de 1956, A Single Pebble es el cuento de un joven ingeniero estadounidense que viaja por el río Yangtsé en un río de desechos durante los años 1920. Su novela de 1965, White Lotus, es una exploración de la experiencia afroamericana previa a los derechos civiles como se refleja en una historia alternativa en la cual los estadounidenses blancos son esclavizados por los chinos después de perder "la Gran Guerra" con ellos.
Entre 1965–70, Hersey fue maestro del Pierson College, uno de los doce colegios residenciales en la Universidad Yale, en donde su franco activismo y temprana oposición a la Guerra de Vietnam lo volvió controvertido con sus alumnos, pero admirado por muchos estudiantes. Después del juicio de las Panteras Negras en New Haven, Connecticut, Hersey escribió Letter to the Alumni (1970), en la cual el anterior maestro del Yale College abordó con clemencia los derechos civiles y el activismo antiguerra e intentó explicarlos a los alumnos a veces agravados.
Hersey también prosiguió una inusual actividad complementaria: él operaba la pequeña operación de impresión tipográfica del colegio, la cual él usaba a veces para publicar propaganda durante 1969 al imprimir un volante elaborado de una cita de Edmund Burke para el profesor de historia y fellow del colegio residencial de Yale Elting E. Morison.
Por 18 años Hersey impartió también dos cursos de escritura, en ficción y no-ficción, para estudiantes universitarios. Hersey dio su última clase de escritura de ficción en Yale durante 1984. En sus sesiones individuales con estudiantes para discutir su obra, el ganador del Premio Pulitzer fue ocasionalmente conocido por escribir sus comentarios al margen, y habiendo discutido su sugerencia con el estudiante, por sacar entonces su lápiz y borrar su comentario. Como maestro del Pierson College, él posteriormente presentó a su antiguo jefe Henry Luce –con quien Hersey se había reconciliado después de su disputa años previos– cuando Luce habló con los estudiantes de la universidad. Después del discurso de Luce, el exeditor reveló de manera privada a Hersey por primera vez que él y su esposa Clare Boothe Luce habían experimentado con LSD mientras eran supervisados por un médico. Más tarde, Luce confió a Hersey los resultados de los "viajes" experimentales con LSD en los cuales el editor y su esposa habían participado. Hersey después confesó estar aliviado de que Luce hubiera guardado esa particular revelación para una audiencia más privada.
Durante 1969 Hersey donó los servicios de su perro bulldog "Oliver" como mascota para el equipo de fútbol americano de Yale. Al hacer su debut durante el otoño de 1969, Handsome Dan XI (el nombre tradicional del bulldog de Yale) había preocupado a Hersey acerca del nivel de interés del perro. Siendo él mismo un fanático del fútbol americano, Hersey se había preguntado en voz alta "si Oliver permanecería despierto durante dos horas". Con una nueva mascota, el a veces desafortunado equipo de Yale terminó la temporada con una marca de 7–2.
Durante 1985 John Hersey regresó a Hiroshima, donde reportó y escribió Hiroshima: The Aftermath, un seguimiento a su historia original. The New Yorker publicó la actualización de Hersey en su edición del 15 de julio de 1985, y el artículo fue posteriormente añadido a una nuevamente revisada edición del libro. "Lo que ha mantenido seguro al mundo de la bomba desde 1945 no ha sido la disuasión, en el sentido del miedo a armas específicas, tanto como lo ha sido la memoria", escribió Hersey. "La memoria de lo que sucedió en Hiroshima".
John Hersey ha sido llamado un "plagiario compulsivo". Por ejemplo, él utilizó párrafos completos de la biografía de James Agee por Laurence Bergreen en su propio ensayo del New Yorker sobre Agee. La mitad de su libro, Men on Bataan vino del trabajo archivado por Time por Melville Jacoby y su esposa.

## Muerte en Cayo Hueso

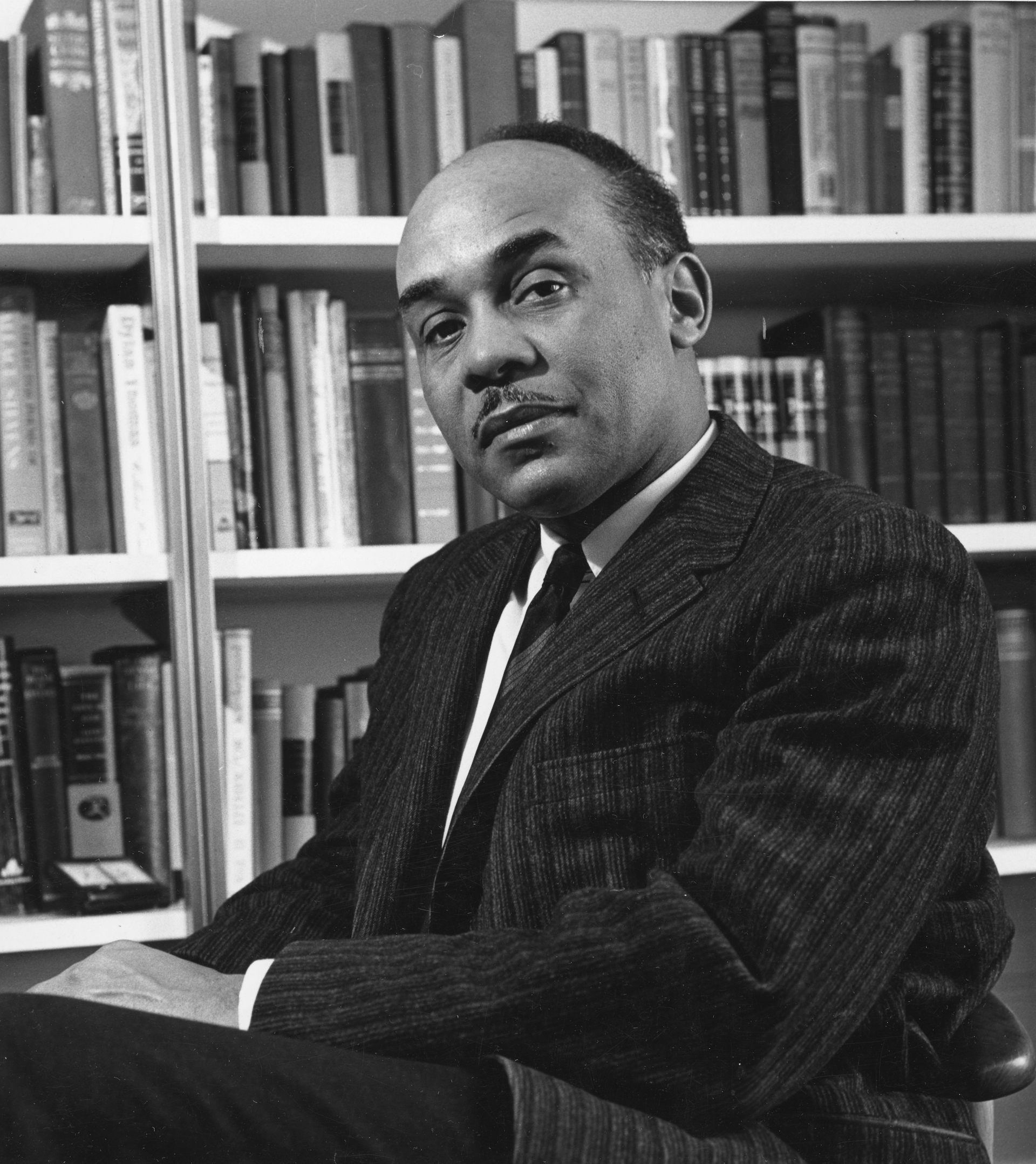
El escritor Ralph Ellison, viejo amigo de John Hersey, con quien compartió un recinto en Cayo Hueso.

Un residente de muchos años de Vineyard Haven, Martha's Vineyard, Massachusetts – relatado en su trabajo de 1987 Blues – John Hersey murió en su casa de invierno en Cayo Hueso, Florida, el 24 de marzo de 1993, en el recinto que su esposa y él compartían con su amigo, el escritor Ralph Ellison. La novela de Ellison, Invisible Man, fue una de las obras favoritas de Hersey, y él ocasionalmente animaba a los estudiantes en su seminario de escritura de ficción a estudiar las técnicas narrativas y la prosa descriptiva de Ellison. La muerte de Hersey fue noticia en la primera plana en la edición del día siguiente de The New York Times. El escritor fue enterrado cerca de su hogar en Martha's Vineyard. le sobrevivió su segunda esposa, Barbara (quien fuera antes esposa del colega de Hersey en The New Yorker, el artista Charles Addams, y la modelo para Morticia Addams), cinco hijos y seis nietos. Barbara Hersey murió en Martha's Vineyard 14 años después el 16 de agosto de 2007.

## Honores
El 5 de octubre de 2007, el Servicio Postal de los Estados Unidos anunció que honraría a cinco periodistas del siglo XX con sellos postales de primera clase, para ser emitidos el 22 de abril de 2008: Martha Gellhorn, John Hersey, George Polk, Rubén Salazar, y Eric Sevareid. El director general de correos de Estados Unidos Jack Potter anunció la serie de sellos en la reunión de jefes de redacción de Associated Press en Washington D. C. Durante 1968, la John Hersey High School en Arlington Heights, Illinois, fue nombrada en su honor.

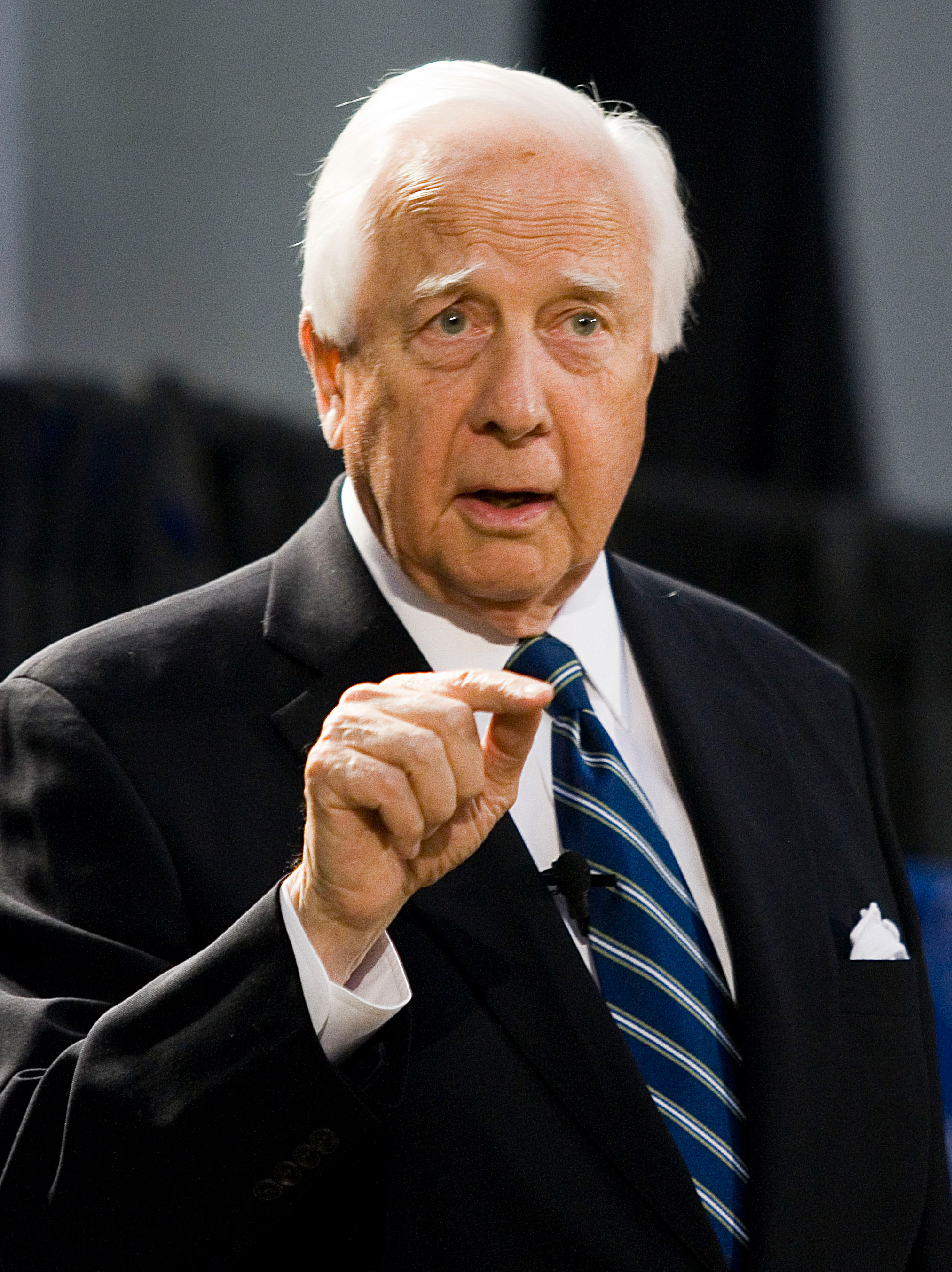
En la primera Conferencia John Hersey en Yale, el escritor David McCullough dijo que Hersey escribió una "plataforma de trabajo brillante".

Poco antes de la muerte de Hersey, el entonces presidente en funciones de Yale Howard Lamar decidió que la universidad debería honrar a sus alumnos veteranos. El resultado fue la conferencia anual John Hersey, la primera de las cuales fue dada el 22 de marzo de 1993, por el historiador y graduado de Yale David McCullough, quien mencionó las contribuciones de Hersey a Yale pero reservó sus mayores elogios para la prosa del exescritor de revistas. Hersey había "retratado nuestro tiempo", observó McCullough, "con una amplitud y destreza igualadas por muy pocos. Él nos ha dado el siglo en una gran plataforma de trabajo brillante, y todos somos sus beneficiarios".
El premio John Hersey en Yale fue creado durante 1985 por estudiantes del escritor y profesor. El premio es entregado a "un estudiante de último o penúltimo año por un cuerpo de trabajo periodístico que refleje el espíritu e ideales de John Hersey: compromiso con conflictos morales y sociales, reportaje responsable y conciencia del trabajo". Los ganadores del premio John Hersey incluyen a David M. Halbfinger (clase de Yale de 1990) y Motoko Rich (clase de 1991), ambos con carreras posteriores de reportero para The New York Times, y el periodista Jacob Weisberg (clase de 1985), actual editor en jefe de The Slate Group. Entre los primeros estudiantes de Hersey en Yale estuvo Michiko Kakutani, actualmente la crítica de libros en jefe de The New York Times, así como el crítico de cine Gene Siskel.
Durante su tiempo de vida, Hersey sirvió en muchos trabajos asociados con escritura, periodismo y educación. Fue el primer no-académico nombrado maestro de un colegio residencial de Yale. Fue presidente de la Authors League of America, y fue elegido canciller por los miembros de la Academia Estadounidense de las Artes y las Letras. Hersey fue un miembro honorario del Clare College, de la Universidad de Cambridge. Se le concedieron grados honorarios por la Universidad Yale, la New School for Social Research, la Universidad de Siracusa, el Washington & Jefferson College, la Universidad Wesleyana en Middletown, The College of William and Mary y otras.

## Libros
- Men on Bataan, 1942
- Into the Valley, 1943
- A Bell for Adano, 1944
- Hiroshima, 1946
- The Wall, 1950
- The Marmot Drive, 1953
- A Single Pebble, 1956
- The War Lover, 1959
- The Child Buyer, 1960
- White Lotus, 1965
- Too Far To Walk, 1966
- Under the Eye of the Storm, 1967
- The Algiers Motel Incident, 1968
- Letter to the Alumni, 1970
- The Conspiracy, 1972
- My Petition for More Space, 1974
- The Walnut Door, 1977
- Aspects of the Presidency, 1980
- The Call, 1985
- Blues, 1987
- Life Sketches, 1989
- Fling and Other Stories, 1990
- Antonietta, 1991
- Key West Tales, 1994